# Pompeius Occo

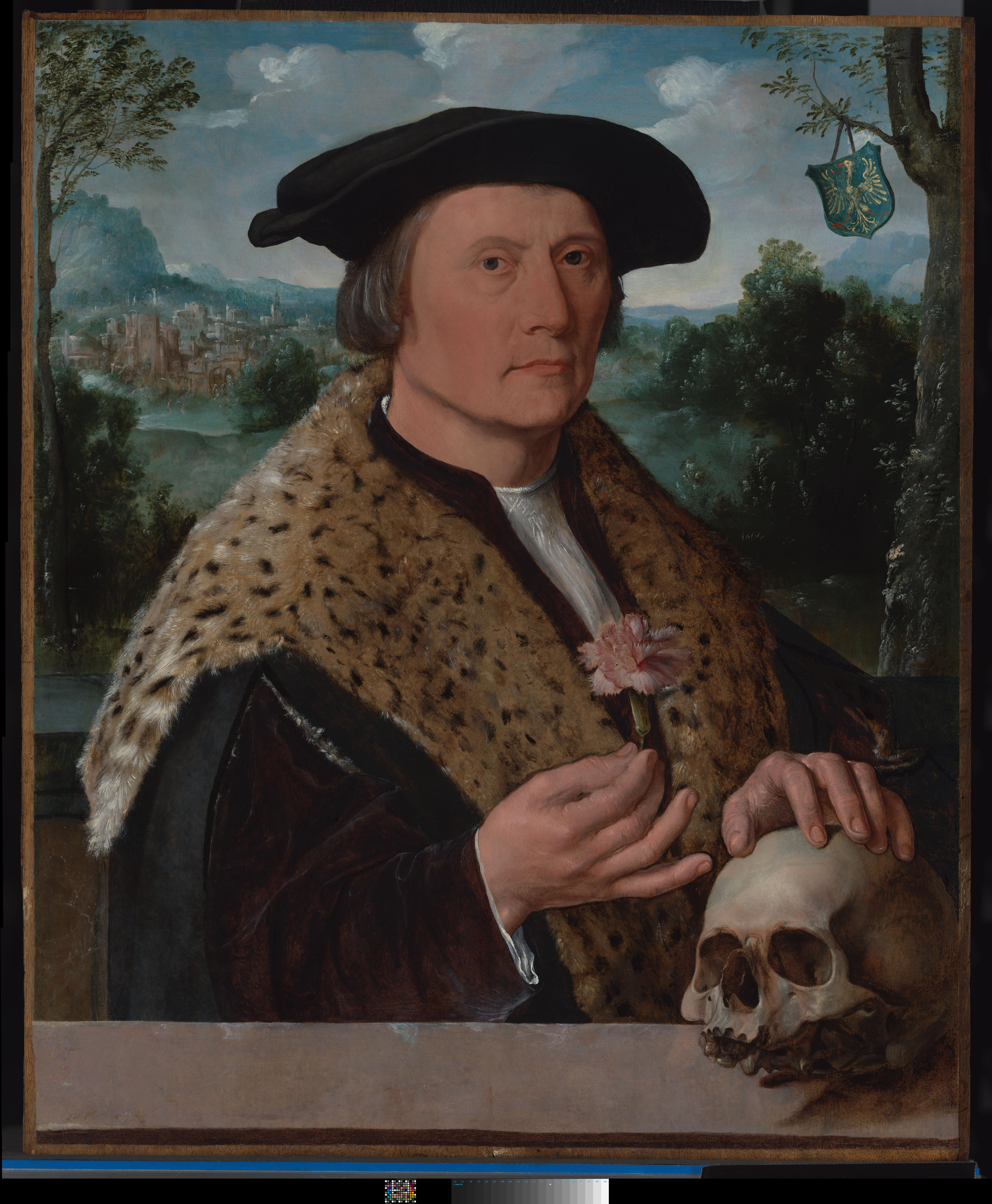
Pompeius Occo. Porträt von Dirck Jacobsz, um 1531 (Rijksmuseum Amsterdam)

Pompeius Occo (* wahrscheinlich 1483; † 22. November 1537 in  Amsterdam) war ein deutsch-niederländischer Kaufmann und Bevollmächtigter des Augsburger Bankhauses Fugger in Amsterdam.
Über die Herkunft Occos ist wenig bekannt. Gesichert ist, dass er ab 1494 von seinem Onkel, dem Augsburger Arzt und Humanisten Adolphus Occo (1447–1503), erzogen wurde und nach dessen Tod 1503 die berühmte Bibliothek des Rudolf Agricola erbte, die Adolphus Occo seinerseits von Agricola geerbt hatte.
Um 1510 ließ sich Occo, aus Deutschland kommend, in Amsterdam nieder. Sein Haus Het Paradijs („Das Paradies“) in der Kalverstraat war Treffpunkt von Künstlern und Intellektuellen aus ganz Europa. Er war auch Bankier sowohl des Erzbistums Nidaros (dem heutigen Trondheim) als auch König Christians II. von Dänemark. Als der Streit zwischen dem König und dem Erzbischof Erik Valkendorf eskalierte, flüchtete der Bischof nach Amsterdam, wo er einige Zeit bei seinem Freund Occo untertauchte.
Valkendorf und Occo teilten eine Leidenschaft für alte Bücher. In der Sammlung des (mittlerweile geschlossenen) Museums Enschedé in Haarlem befindet sich eine illuminierte norwegische Bibel, ein Geschenk Valkendorfs an Occo. Pompeius Occo hatte auch eine vermittelnde Rolle bei der Herstellung der ersten gedruckten Bücher für Norwegen, einem Messbuch (Missale Nidrosiense) und einem Brevier (Breviarium Nidrosiense) für das Erzbistum Nidaros. Ein weiteres Projekt, das Valkendorf 1520 bei dem Drucker Doen Pieterszoon in Auftrag gab, nämlich ein illustriertes Passionsbüchlein mit Holzschnitten von Jacob Cornelisz. van Oostsanen, Lucas van Leyden und Jan de Cock, wurde nie realisiert.